# Cymothoe luizana
Cymothoe luizana är en fjärilsart som beskrevs av Frans G.Overlaet 1940. Cymothoe luizana ingår i släktet Cymothoe och familjen praktfjärilar. Inga underarter finns listade i Catalogue of Life.